# Zvonimir Soldo
Zvonimir Soldo, född 2 november 1967 i Zagreb, Jugoslavien, är en kroatisk före detta fotbollsspelare.
Zvonimir Soldo var under många år en av VfB Stuttgarts viktigaste spelare. Soldo spelade i regel som defensiv mittfältare och var även lagkapten i Stuttgart. Han spelade 61 matcher i Kroatiens landslag under åren 1994 till 2002.
Efter avslutad spelarkarriär var han tränare för NK Dinamo Zagreb och sedan 2009 i den tyska klubben 1. FC Köln.

## Meriter
- VM i fotboll: 1998
  - VM-brons 1998
- DFB-pokal: 1997